# Aidan Burley

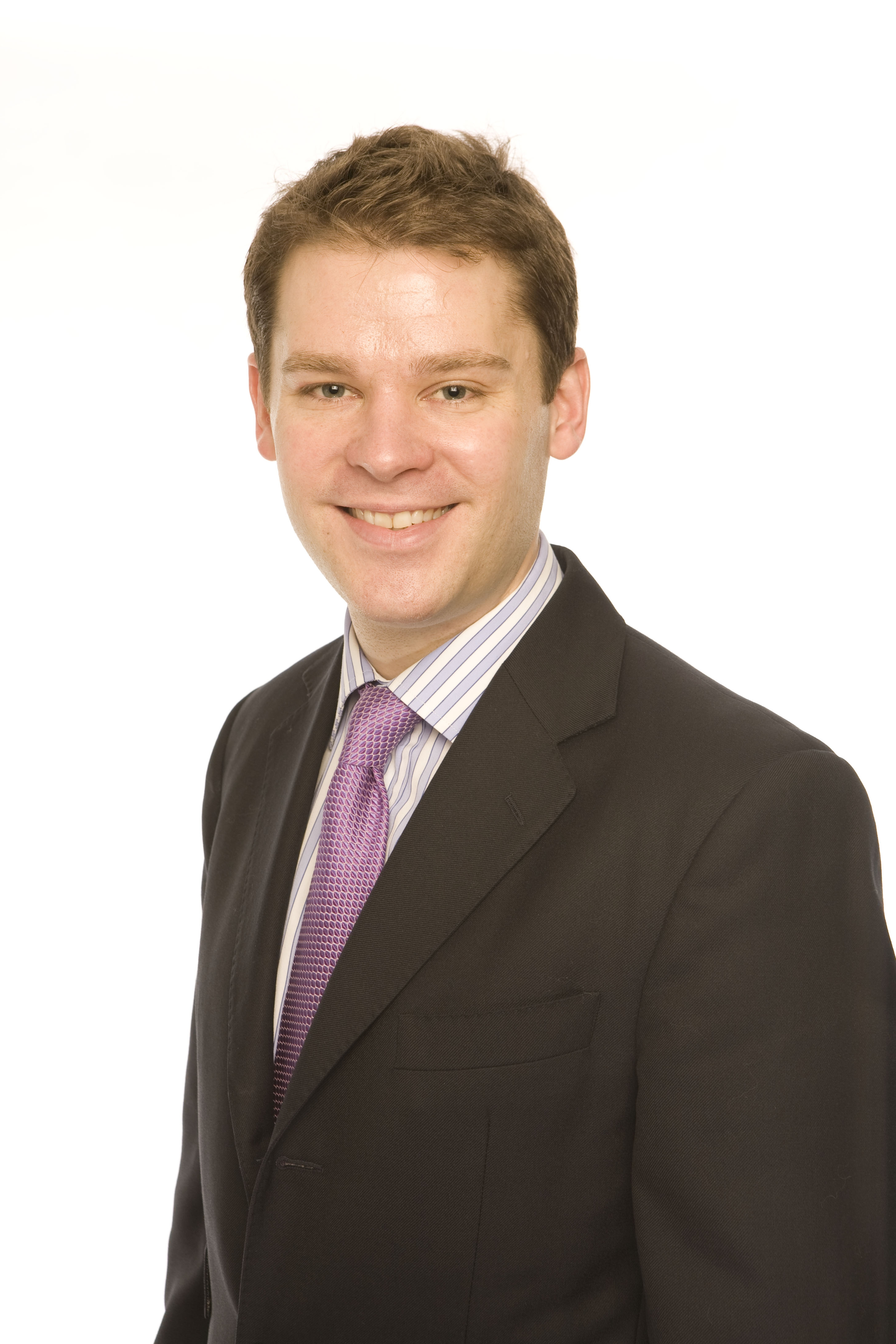
Aidan Burley (2010)

Aidan Burley (* 22. Januar 1979 in Auckland, Neuseeland) ist ein britischer Politiker der Conservative Party. Er war von 2010 bis 2015 für den Wahlkreis Cannock Chase Abgeordneter im britischen Unterhaus.

## Leben
Burley wurde 1979 als Sohn britischer Eltern in Neuseeland geboren, die wenige Monate später nach Großbritannien umzogen. Er besuchte in Birmingham die West House School, dann die King Edward’s School und studierte dann Theologie am St John’s College der University of Oxford.
Burley arbeitete als Berater für das Home Office des britischen Innenministeriums und den National Health Service. Des Weiteren arbeitete er für Philip Hammond und Nick Herbert.
Burley wurde in das House of Commons bei den Unterhauswahlen im Jahre 2010 mit einer Mehrheit von 3.195 Stimmen zum Abgeordneten gewählt. Zwischen dem 12. Januar 2011 und dem 17. Dezember 2011 war er parlamentarischer Privatsekretär des Secretary of State for Transport, zuerst bei Philip Hammond und später bei Justine Greening. 2015 trat er nicht mehr zu der Unterhauswahl an, für die Conservative Party kandidierte stattdessen Amanda Milling, welche die Wahl gewann und seitdem für den Wahlkreis Cannock Chase im Parlament sitzt.

## Kontroversen

### Nazi-Kontroverse
Am 11. Dezember 2011 wurde von The Mail on Sunday berichtet, dass Burley an einem Junggesellenabschied im Wintersportort Val Thorens teilgenommen habe, bei dem sich der Hitlergruß und ein Trinkspruch „auf Tom für die Organisation des Junggesellenabschieds, und wenn wir ganz ehrlich sind, auf die Ideologie und den Gedankenprozess des Dritten Reiches“ ereignet hätten.
Daraufhin ließ Burley eine Stellungnahme durch die Conservative Campaign Headquarters veröffentlichen, worin er folgendermaßen zitiert wurde: „Das war sicher ein unangemessenes Verhalten einiger anderer Gäste, und ich bedaure zutiefst, dass es vorgefallen ist. Ich entschuldige mich absolut für jegliche Kränkung, die das unzweifelhaft hervorgerufen hat.“
Nachdem The Mail on Sunday behauptete, erfahren zu haben, dass es Burley gewesen sei, der die Nazi-Uniform bestellt habe, wurden Untersuchungen eingeleitet und am 17. Dezember 2011 wurde er von Premierminister David Cameron als parlamentarischer Privatsekretär entlassen.
Am 22. Dezember verkündeten französische Autoritäten, dass eine Voruntersuchung des Falls begonnen worden sei, in die Burley aber weder einbezogen noch davon benachrichtigt wurde.
Er entschuldigte sich in einem Brief an The Jewish Chronicle, in dem er auch den Vorsitzenden von Conservative Friends of Israel, Stuart Polak, zitiert, der zu den Vorfällen erklärte: „Ich habe eng mit Aidan Burley zusammengearbeitet und bin mit ihm nach Israel gereist. Ich kenne ihn gut und er hat nicht einen Funken Antisemitismus in sich. Die Aktionen seiner Freunde in Frankreich waren inakzeptabel und unentschuldbar. Aidan sollte damit nicht in Verbindung gebracht werden, er ist ein Freund Israels und der jüdischen Gemeinde.“

### Twitter-Kontroverse
Während der Eröffnungsfeier der Olympischen Sommerspiele 2012 in London diffamierte Burley den Inhalt als
„linken Multikulti-Dreck. Gebt uns die Red Arrows, Shakespeare und die Stones zurück.“
Er fuhr fort, dies sei
„die linkeste Eröffnungsfeier, die ich je gesehen habe – linker als in Peking, der Hauptstadt des kommunistischen Staates“.
Burley versuchte später, seine Anmerkungen zu erklären, und schrieb bei Twitter:
„Ich wurde scheinbar missverstanden, Ich sprach über die Art und Weise, wie die Show gehandhabt wurde, nicht den Multikulturalismus an sich.“
Auf Twitter und andernorts folgte Kritik auf den Tweet und der frühere Vize-Premierminister John Prescott antwortete: „Die Eröffnungsfeier hat mich stolz darauf gemacht, britisch zu sein. Dein Tweet hat mich ärgerlich gemacht, dass du auch britisch bist.“ Der konservative Abgeordnete Gavin Barwell drückte auch seine Empörung aus und sagte, dass die „Londoner eher stolz sind auf die Vielfalt der Stadt“, und fügte hinzu, dass „daran nichts links“ sei. Am 30. Juli fügte Premierminister David Cameron hinzu, dass „was (Burley) sagte, völlig falsch war ... und idiotisch zu sagen“.
Burley kommentierte später, dass „Teile der Eröffnungsfeier offenkundig politisch“ gewesen sei, wie das „Zeigen von CND-Symbolen“, und mit Bezug auf den Auftritt von „Bonkers“ hinterfragte er, „warum, aus seiner Sicht, ein riesiger, überproportionaler Fokus auf der Rapmusik lag, wohingegen es nur ein kleiner Teil des Multikulturalismus sei“.